# Tagewerben
Tagewerben is een plaats en voormalige gemeente in de Duitse deelstaat Saksen-Anhalt en maakt deel uit van de gemeente Weißenfels in de Landkreis Burgenlandkreis.
Tagewerben telt 814 inwoners.

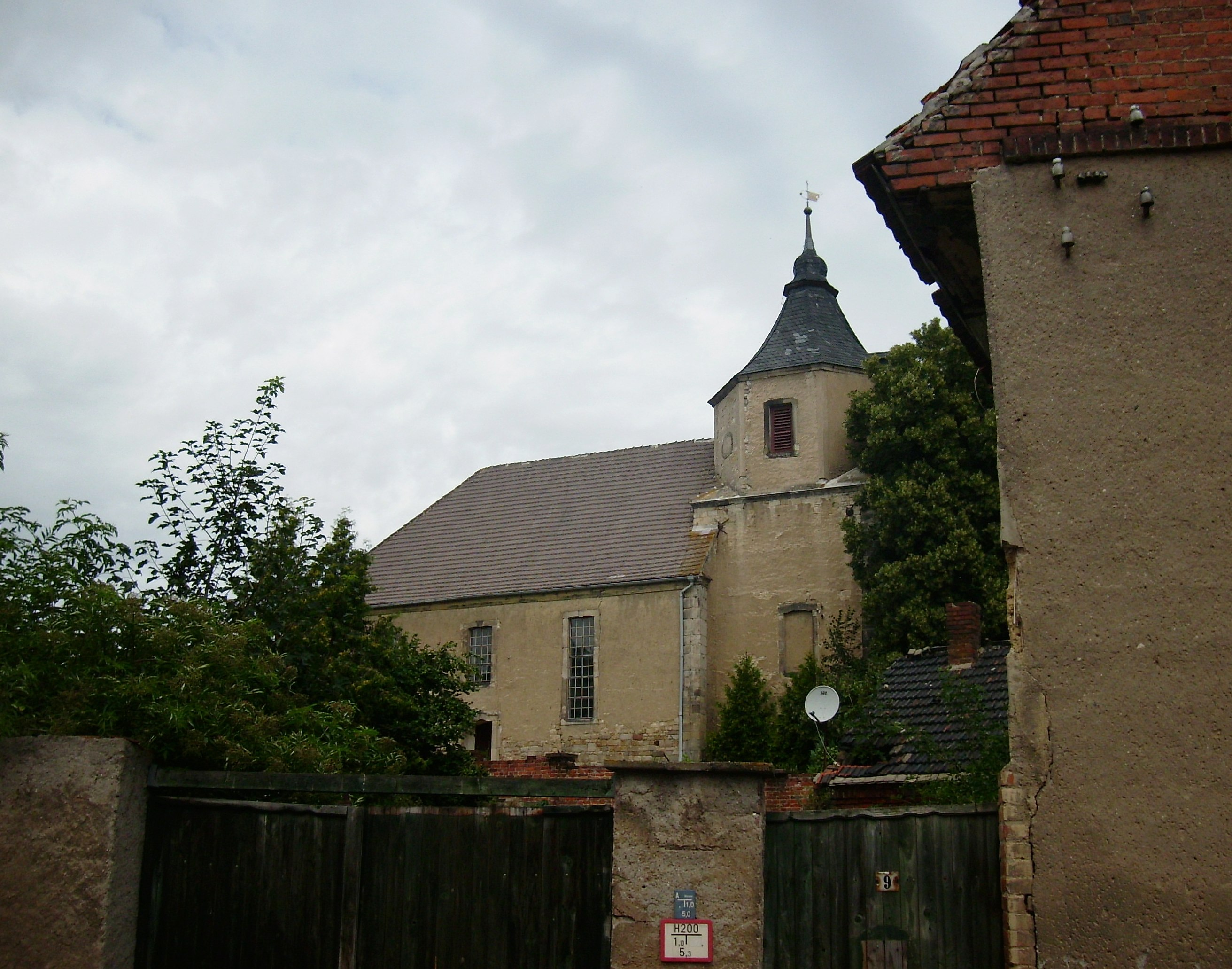
Kerk van Tagewerben
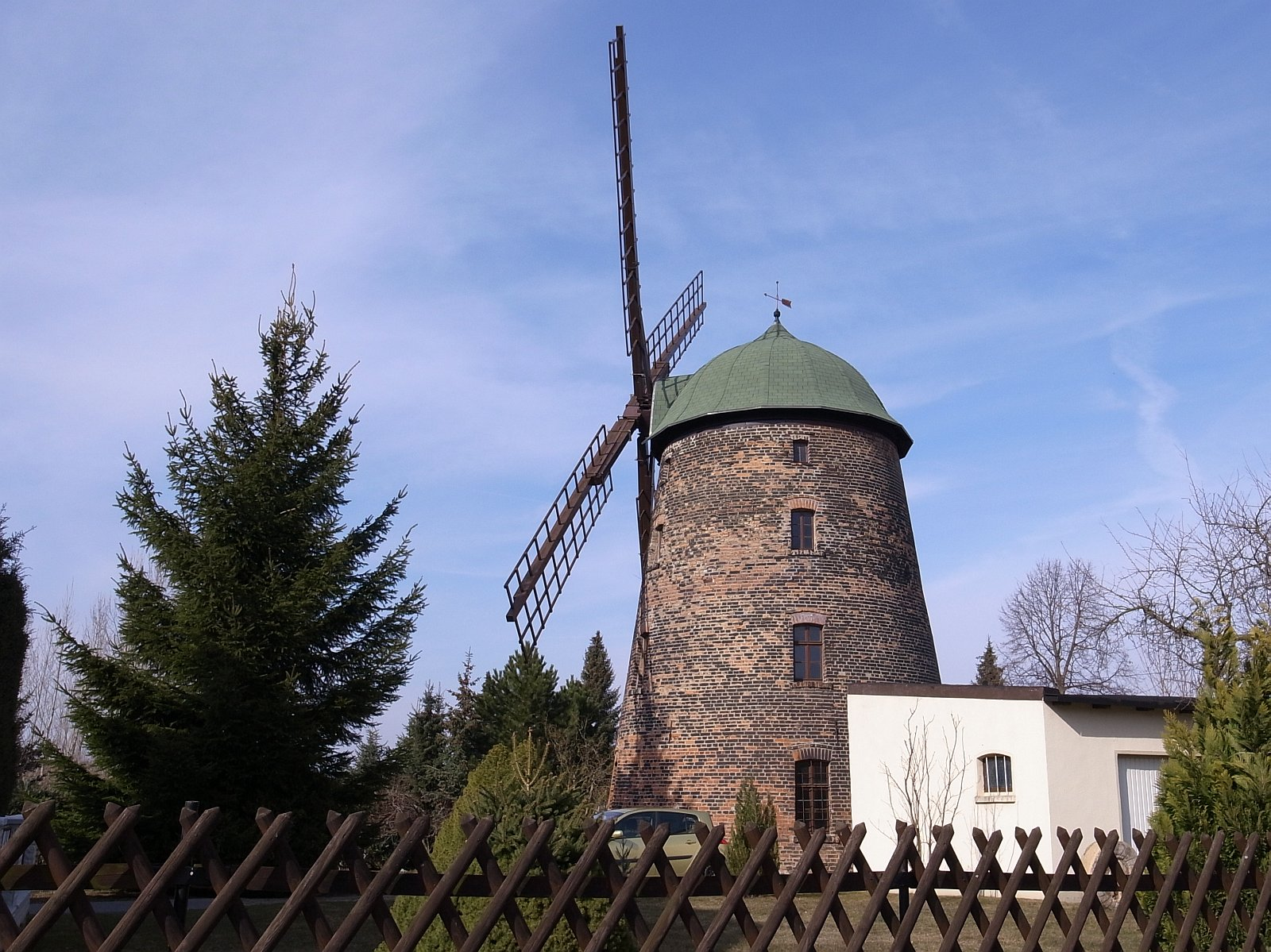
Windmolen van Tagewerben